# Jarysz Semipałatyńsk
Jarysz Semipałatyńsk (kaz. Ярыш (Семипалатинск)) – kazachski klub piłkarski z siedzibą w mieście Semipałatyńsk (od 2007 Semej), na wschodzie kraju.

## Historia
Chronologia nazw:
- 1913: Jarysz Semipałatyńsk (kaz. Ярыш (Семипалатинск))
- 1919: klub rozwiązano

Klub piłkarski Jarysz Semipałatyńsk został założony w sierpniu lub wrześniu 1913 roku. Była to pierwsza drużyna piłkarska młodzieży tureckojęzycznej organizowana z inicjatywy grupy nastolatków na czele z Junusem Nigmatullinem, który został głównym trenerem i kapitanem klubu. Nigmatullin był synem zamożnego kupca, właściciela dwupiętrowego sklepu i drukarni w Semipałatyńsku. Plany entuzjastów poparł ojciec i objął klub swoim patronatem. Drukarnia Sydyka Nigmatullina aktywnie drukowała ulotki wzywające pracowników firmy i innych mieszkańców miasta do kibicowania klubowi. Strój dla klubu wykonała krawcowa Gafa Bajazitova. Najbardziej znanym piłkarzem w drużynie był Muchtar Auezow, późniejszy pisarz.
Jarysz jako pierwsza w historii kazachstańska drużyna rozegrała mecz międzynarodowy – przeciwko austro-węgierskim jeńcom wojennym zesłanym na wygnanie. Według niektórych raportów dwóch uczestników igrzysk olimpijskich w 1912 r. grało wśród drużyny jeńców. Obecnie zachowały się informacje tylko o niektórych grach Jarysza. W szczególności zawodnicy z Tomska dwukrotnie pokonali drużynę Semipałatyńska (1:0, 2:0), a Jarysz w dwóch meczach zremisował z zespołem Barnaułu (2:2, 0:0).
Wielu piłkarzy Jarysza, w tym kapitan, otwarcie wspierało najpierw partię Ałasz, a następnie proklamowaną wkrótce po zakończeniu Rewolucji Październikowej autonomię narodową o tej samej nazwie. Członkowie partii opowiadali się za prawem narodu kazachskiego do samostanowienia. W 1919 roku władze sowieckie rozpoczęły prześladowania zwolenników partii Ałasz. Kapitan i założyciel Jarysza, Junus Nigmatullin, zginął podczas próby ucieczki do Chin, a majątek jego rodziny został skonfiskowany, w wyniku czego zespół ostatecznie przestał istnieć.